# Akron (Ohio)
Akron é uma cidade localizada no estado americano do Ohio, no Condado de Summit. Foi fundada em 1835, e incorporada em 1865.

## Geografia
De acordo com o United States Census Bureau, a cidade tem uma área de 161,5 km², onde 160,6 km² estão cobertos por terra e 0,9 km² por água.

## Demografia
Segundo o censo nacional de 2010, a sua população é de 199 110 habitantes e sua densidade populacional é de 1 239,35 hab/km². É a quinta cidade mais populosa do Ohio. Possui 96 288 residências, que resulta em uma densidade de 599,34 residências/km².

## Personalidades locais
Nasceram nesta cidade o campeão olímpico Butch Reynolds, os jogadores profissionais de basquete LeBron James, Stephen Curry e Nate Thurmond (Hall da Fama), a cantora Chrissie Hynde vocalista da banda The Pretenders, Dan Auerbach e Patrick Carney, ambos músicos da banda The Black Keys, a atriz Melina Kanakaredes que interpretou Atena em Percy Jackson e o Ladrão de Raios, e o vocalista Tim Ripper Owens (Judas Priest, Iced Earth).